# لانثييغو
بلدية لانثييغو (بالإسبانية: Lanciego) هي بلدية تقع في مقاطعة ألافا التابعة لإقليم الباسك شمال إسبانيا.

## الديموغرافيا
يبلغ عدد سكان بلدية لانثييغو 682 نسمة عام 2011 (وفقاً للمعهد الوطني للإحصاء الإسباني).
| 650 | 642 | 664 | 660 | 687 | 677 | 682 |